# Reginald Lawson Waterfield
Reginald Lawson Waterfield (* 12. April 1900; † 10. Juni 1986 in Woolston, Somerset) war ein britischer Mediziner und Astronom.
Waterfield wurde nach einem Fronteinsatz im Ersten Weltkrieg Arzt am Guy’s Hospital in London. 1927 bis 1929 gehörte er zum Stab des Johns Hopkins Hospital in Baltimore, Maryland, USA, kehrte aber danach bis 1937 zum Guy’s Hospital zurück. Dann folgte ein längerer Kuraufenthalt in der Schweiz. 1942 nahm er in Nordafrika am Zweiten Weltkrieg teil, wurde verwundet und schied dann aus der Armee aus. Er kehrte wieder zum Guy’s Hospital zurück, erkrankte aber 1949 an der Kinderlähmung, was ihn für die restlichen 37 Jahre seines Lebens an den Rollstuhl fesselte. Seine Tätigkeit am Guy’s Hospital setzte er dennoch fort. Darüber hinaus entwickelte er den nach ihm benannten Waterfield Sphärocytometer.
Auch in astronomischer Hinsicht war Waterfield erfolgreich. Ausgehend von der Tatsache, dass er 1910 den Tageskometen gesehen hatte, begann er ab 1913 intensiver mit der Beobachtung des Himmels. Schon 1914 machte er erste Sonnenaufnahmen. Im gleichen Jahr besuchte er auch regelmäßig das Mills-Observatorium in Dundee, wo er seine Forschungen mit einem 250-mm-Refraktor fortsetzte. 1916 durfte er einen 150-mm-Cooke-Refraktor des Industriellen J. Player in Cheltenham nutzten. Dieses Teleskop erwarb er schließlich und behielt es, bis zu seinem Lebensende. Sein Hauptinteresse galt lange Zeit dem Mars, den er intensiv erforschte, sowie der Sonnenforschung. Ab 1932 aber widmete er sich hauptsächlich der Kometenforschung, auch wenn ihm dabei keine Entdeckung eines „eigenen“ Kometen gelang. Allerdings gelangen ihm viele Aufnahmen des Kometen Arend-Roland (1957) und des Kometen Bennett (1970).
Bereits 1916 war er der Royal Astronomical Society (RAS) beigetreten. Von 1959 bis 1961 war er deren Vizepräsident. Von 1931 bis 1942 war er Direktor und von 1954 bis 1956 Präsident der Mars-Sektion dieser Vereinigung.

## Ehrungen
- 1942: Jackson-Gwilt-Medaille der Royal Astronomical Society
- 1969: Comet Medal der Astronomical Society of the Pacific

Außerdem wurde der Asteroid Waterfield nach ihm benannt.